# War Games: At the End of the Day
War Games: At the End of the Day (Brasil: Jogos de Guerra ) é um filme independente do gênero suspense produzido nos Estados Unidos e lançado em 2010.